# Nord (yacht)
M/Y Nord är en megayacht tillverkad av Lürssen i Tyskland. Hon sjösattes år 2020 och levererades året därpå till den ryske oligarken Aleksej Mordasjov. Den designades både exteriört och interiört av Nuvolari Lenard. Megayachten är 142 meter lång och har en kapacitet på 36 passagerare fördelat på 20 hytter samt har minst två helikopterplattor.
Nord kostade minst 300 miljoner amerikanska dollar att bygga.